# قطعنامه ۹۰۹ شورای امنیت
قطعنامه ۹۰۹ شورای امنیت سازمان ملل متحد که در تاریخ ۰۵ آوریل ۱۹۹۴ تصویب شد، سندی بین‌المللی دربارهٔ رواندا است. این قطعنامه طی نشست ۳۳۵۸ام با ۱۵ رای موافق، ۰ مخالف و ۰ ممتنع تصویب شد.